# Angelo Brückner
Angelo Brückner (Múnich, Alemania, 29 de abril de 2003) es un futbolista alemán que juega de defensa en el Bayern de Múnich II de la Regionalliga Bayern.

## Trayectoria
Es canterano del SpVgg Unterhaching; luego pasó al Bayern Múnich Júnior en 2017. El 19 de febrero de 2021 firmó su primer contrato profesional con el Bayern de Múnich hasta 2024. Comenzó su carrera profesional en el Bayern de Múnich II en 2021, y entrenó por primera vez con el equipo en enero de 2022. El 21 de diciembre de 2022, amplió su contrato con el club hasta 2024.
El 1 de septiembre de 2023 se incorporó al TSV Hartberg de la Bundesliga austríaca en calidad de cedido por una temporada para la campaña 2023-24.

## Selección nacional
Nacido en Alemania, es de ascendencia filipina. Es internacional juvenil con Alemania, con la que ha jugado en la selección sub-19. También puede representar a Austria a nivel internacional.

## Estadísticas

### Clubes
Actualizado al último partido disputado el 2 de noviembre de 2024.
| Club                           | Div.          | Temporada     | Liga  | Liga  | Liga   | Copas nacionales | Copas nacionales | Copas nacionales | Copas internacionales | Copas internacionales | Copas internacionales | Total | Total | Total  |
| Club                           | Div.          | Temporada     | Part. | Goles | Asist. | Part.            | Goles            | Asist.           | Part.                 | Goles                 | Asist.                | Part. | Goles | Asist. |
| ------------------------------ | ------------- | ------------- | ----- | ----- | ------ | ---------------- | ---------------- | ---------------- | --------------------- | --------------------- | --------------------- | ----- | ----- | ------ |
| Bayern de Múnich II · Alemania | 4.ª           | 2021-22       | 33    | 0     | 4      | ―                | ―                | ―                | ―                     | ―                     | ―                     | 33    | 0     | 4      |
| Bayern de Múnich II · Alemania | 4.ª           | 2022-23       | 31    | 0     | 9      | ―                | ―                | ―                | ―                     | ―                     | ―                     | 31    | 0     | 9      |
| Bayern de Múnich II · Alemania | 4.ª           | 2023-24       | 7     | 0     | 0      | ―                | ―                | ―                | ―                     | ―                     | ―                     | 7     | 0     | 0      |
| TSV Hartberg · Austria         | 1.ª           | 2023-24       | 11    | 0     | 1      | 2                | 0                | 0                | —                     | —                     | —                     | 13    | 0     | 1      |
| TSV Hartberg · Austria         | Total club    | Total club    | 11    | 0     | 1      | 2                | 0                | 0                | 0                     | 0                     | 0                     | 13    | 0     | 1      |
| Bayern de Múnich II · Alemania | 4.ª           | 2024-25       | 12    | 0     | 1      | ―                | ―                | ―                | ―                     | ―                     | ―                     | 12    | 0     | 1      |
| Bayern de Múnich II · Alemania | Total club    | Total club    | 83    | 0     | 14     | 0                | 0                | 0                | 0                     | 0                     | 0                     | 83    | 0     | 14     |
| Total carrera                  | Total carrera | Total carrera | 94    | 0     | 15     | 2                | 0                | 0                | 0                     | 0                     | 0                     | 96    | 0     | 15     |

### Selección nacional
| Equipo                                 | PJ | G |
| -------------------------------------- | -- | - |
| Selección de fútbol sub-19 de Alemania | 1  | 0 |
| Selección de fútbol sub-17 de Alemania | 3  | 0 |
| Total                                  | 4  | 0 |